# Џон Апдајк
Џон Апдајк (енгл. John Hoyer Updike; Рединг, 18. март 1932 — Данверс, 27. јануар 2009) је био амерички романописац, песник, приповедач, критичар уметности и књижевни критичар. Његово најпознатије дело је циклус романа о Харију Зеки Ангстрому. Један од само четири писца који су више пута освојили Пулицерову награду за фикцију (остали су Бут Таркингтон, Вилијам Фокнер и Колсон Вајтхед). Апдајк је објавио више од двадесет романа, више десетина збирки кратких прича, као и поезију, уметничке и књижевне критике, и књиге за децу током његове каријере.
Стотине његових прича, прегледа и песама појавиле су се у часопису Њујоркер почев од 1955. Такође је редовно писао за Њујорк ривју оф букс. Његово најпознатије дело је његова серија „Зец” (романи Rabbit, Run; Rabbit Redux; Rabbit Is Rich; Rabbit at Rest; и новела Rabbit Remembered), која бележи живот средњовековног обичног човека Харија „Зеца” Ангстрома током неколико деценија, од младости до смрти. Дела Rabbit Is Rich (1982) и Rabbit at Rest (1990) су награђена Пулицеровом наградом.
Описујући своју тему као „амерички мали град, протестантске средње класе”, Апдајк је био препознат по пажљивом занатском умећу, јединственом стилу прозе и плодном раду — он је писао у просеку једну књигу годишње. Апдајк је своју фикцију напунио ликовима који „често доживљавају лична превирања и морају да одговоре на кризе које се односе на религију, породичне обавезе и брачно неверство“.
Његова се фантастика одликује његовом посвећености бригама, страстима и патњама просечних Американаца, наглашавањем хришћанске теологије, и заокупљеношћу сексуалношћу и сензуалним детаљима. Његово дело привукло је значајну критичку пажњу и похвале, и широко се сматра једним од великих америчких писаца свог времена. Апдајков изразито препознатљив прозни стил одликује се богатим, необичним, понекад тајним речником, изреченим у виду „превртљивог, интелигентног ауторског гласа који екстравагантно описује физички свет, остајући потпуно у реалистичкој традицији“. Он је описао свој стил као покушај „да се свакодневници пруже њене прелепе нијансе“.

## Биографија
Џон Апдајк рођен је 1932. године у Шилингтону у Пенсилванији. Дипломирао је на Харварду 1954. и провео годину дана у Оксфорду у Енглеској у Раскиновој школи цртања и ликовне уметности. Живи у Масачусетсу од 1957. године. Отац је четворо деце. Аутор је педесет књига укључујући збирке кратких прича, песама и критике. Умро је 2009. године.

## Дела
Тиражи Апдајкових дела су велики.

### Књиге о Зеки
- Бежи Зеко бежи (Rabbit, Run, 1960)[1]
- Зекин повратак (Rabbit Redux, 1971)[1]
- Зека је богат (Rabbit Is Rich, 1981)[1]
- Зека је умро (Rabbit At Rest, 1990)[1]
- Сећање на Зеку (Rabbit Remembered, 2000)

### Остали романи
- Сајам у убожници (The Poorhouse Fair, 1959)
- Кентаур (The Centaur, 1963)
- Парови (Couples, 1968)
- Романса или Венчајмо се (Marry Me (A Romance), 1977)
- Вештице из Иствика (The Witches of Eastwick, 1984)
- Роџерова верзија (Roger's Version, 1986)
- С (1988)
- Бразил (1994)
- Гертруда и Клау (Gertrude and Claudius, 2000)
- Потражи моје лице (Seek My Face, 2002)
- Терориста (Terrorist, 2006)

## Награде
- За дела Зека је богат и Зека је умро добио је Пулицерову награду за роман (фикцију).[8][1]
- Награда за националну књигу
- Награда за америчку књигу
- Награда круга америчких књижевних критичара
- Хауелсова медаља